# Petre Pandrea
Petre Pandrea  este pseudonimul literar al lui Petre Marcu (n. 26 iunie 1904, Balș‐Oltenia - d. 8 iulie 1968, București), avocat, scriitor, publicist, memorialist și eseist român.
Este autor al lucrării Manifestul Crinului Alb care „a consternat și revoltat generaționiștii, chiar și pe cei apropiați, în afară de Mircea Eliade... fiind socotit un demolator al programului generaționist”.
Ca avocat a pledat adeseori gratuit, patetic și ofensiv, cu o impresionantă investiție de inteligență și erudiție, în favoarea unor persoane sau organizații persecutate (periodizarea îi aparține): ʺ1933‐1944, pentru PCR și israeliți; 1947‐1948, pentru PNȚ; 1953‐1958, pentru ordinele călugărești persecutateʺ.  A fost arestat de patru ori în perioada 1940-1944, perioada maximă de detenție a fost atunci opt zile.
După ce comuniștii au preluat puterea, a fost arestat pe 14 aprilie 1948 pentru implicarea acestuia într-un imaginar „complot Cambrea” și închis la Ocnele Mari în perioada 19 decembrie 1948 - 3 martie 1952 fără a fi cercetat și condamnat, ci internat și uitat în închisoare.
„Pentru că, între 19 decembrie 1948 și 3 martie 1952, am fost trimis acolo de ex-amica mea Ana Pauker, din triumviratul [sic] fatal Teohari Georgescu-Ana Pauker-Vasile Luca, pentru pledoarii fulminante în procesele țărăniștilor, în cap cu Ghiță Pop (cosemnatar al armistițiului de la Moscova, din septembrie 1944), și pentru a fi implicat (după o lungă cercetare) în lotul cumnatului meu, Lucrețiu Pătrășcanu”—Petre Pandrea, Reeducarea de la Aiud, Editura Vremea, București, 2000, p. 35
Prin Sentința penală nr. 126/15 iunie 1959 a fost condamnat la 15 ani de muncă silnică și 8 ani de degradare civică. Judecătorii au decis confiscarea averii personale. I s-a imputat că „a ponegrit și calomniat în modul cel mai grosolan, tot ceea ce este în legătură cu Partidul Muncitoresc Român și cu statul democratic popular”, că „a întreținut legături cu elemente de frunte din mișcarea legionară”, „a afirmat și a insistat, că Demetrescu Radu Gyr, care a fost condamnat la moarte, este un foarte mare poet al țării noastre”.
A fost închis la Aiud în perioada 23 octombrie 1958 - 18 aprilie 1964 fiind eliberat în baza Decretului nr. 176/1964. Conform Deciziei nr. 28/20 august 1968, hotărârile judecătorești în baza cărora a fost condamnat au fost casate, iar Petre Pandrea achitat.
Petre Pandrea a fost ales post mortem membru al Academiei Române (2013).
O parte din miile de pagini de jurnal confiscate de Securitate au fost returnate familiei după un îndelungat proces de desecretizare , astfel că din anul 2000 a început să-i fie publicată sau republicată opera.

## Opere publicate
- Germania hitleristă, Editura Adevărul, București, 1933
- Psihanaliza judiciară, Editura Cultura Românea , București, 1934
- Beiträge zu Montesquieus deutschen Rechtsquellen (Eine Untersuhung der 2 hinterlassenen Manuskripte), Editura Cultura Românească, București, 1934
- Filosofia politico‐juridică a lui Simion Bărnuțiu, Fundația pentru Literatură și Artă „Regele Carol II”, București, 1935
- Procedura penală, Editura Spor, 1938
- Pomul vieții. Jurnal intim, Editura Bucur Ciobanul, Colecția Meridian, București, 1944 (prima ediție), 1945 (ediția a II-a), 1947 (ediția a III-a)
- Criminologia dialectică, Editura Fundațiilor Regale, București, 1945
- Portrete și controverse, vol. I, Editura Bucur Ciobanul, Colecția Meridian, București, 1945
- Portrete și controverse, vol. II, Fundația Regală pentru Literatură și Artă, București, 1946
- Brâncuși. Amintiri și exegeze, Editura Meridiane, București, 1967 (prima ediție), 1976 (ediția a II-a), Editura Vremea, București, 2009 (ediția a III-a)
- Eseuri (Germania hitleristă, Pomul vieții, Portrete și controverse), Editura Minerva, București, 1971
- Atitudini și controverse, Editura Minerva, București, 1982
- Memoriile mandarinului valah, Ediție integrală, Editura Albatros, București, 2000 (prima ediție), 2001 (ediția a II-a)
- Garda de fier. Jurnal de filozofie politica. Memorii penitenciare, Editura Vremea, București, 2000 (prima ediție), 2001
- Reeducarea de la Aiud. Jurnal penitenciar 1961-1964, Editura Vremea, București, 2000
- Helvetizarea României, Editura Vremea, București, 2001
- Crugul Mandarinului. Jurnal intim 1952-1958, Editura Vremea, București, 2002
- Călugărul alb, Editura Vremea, București, 2003
- Turnul de ivoriu, Editura Vremea, București, 2004
- Soarele melancoliei. Memorii Editura Vremea, București, 2005
- Noaptea Valahiei. Jurnal intim 1952-1968, Editura Vremea, București, 2006
- Brâncuși. Pravila de la Craiova. Etica lui Brâncuși, Editura Vremea, București, 2010
- Brâncuși. Amicii și inamicii. Sociologia lui Brâncuși, Editura Vremea, București, 2010
- Memoriile mandarinului valah. vol. 1, Jurnal 1954-1956, Editura Vremea, București, 2011
- Memoriile mandarinului valah. vol. 2, Jurnal 1957-1958, Editura Vremea, București, 2012